# Бистрица (Епирска)
Вижте пояснителната страница за други значения на Бистрица.
Бистрица (на албански: Bistricë или Bistrica) е река в най-южната част на Албания, исторически Епир (Северен Епир). Бистрица е с дължина 25 km и е единствената значима река в Албания, която се оттича в Йонийско, а не в Адриатическо море.
Бистрица протича в югозападна посока. В долното си течение образува тясна долина през която минава пътя от Гирокастро за Саранда. В миналото реката се е оттичала в Бутринтското езеро, но след прокопаване на Виварския канал през 1958 година, водите и са отведени директно в морето, като се ползват и за напояване посредством изградените хидромелиоративни съоръжения в района. На Бистрица има изградени от 1960 ВЕЦ-ове, които са обновени през 2003/04 и функционират до днес.